# Saint-Émiland
Saint-Émiland ist eine französische Gemeinde mit 307 Einwohnern (Stand: 1. Januar 2022) im Département Saône-et-Loire in der Region Bourgogne-Franche-Comté. Sie gehört zum Arrondissement Autun und zum Kanton Autun-2.

## Geographie
Nachbargemeinden von Saint-Émiland sind Auxy im Norden, Tintry im Nordosten, Saint-Martin-de-Commune und Couches im Osten, Saint-Pierre-de-Varennes im Südosten, Saint-Firmin im Süden, sowie Antully im Westen.

## Bevölkerungsentwicklung
| Jahr      | 1962 | 1968 | 1975 | 1982 | 1990 | 1999 | 2012 | 2019 |
| Einwohner | 442  | 453  | 393  | 340  | 299  | 319  | 328  | 310  |

## Sehenswürdigkeiten
- Schloss Épiry (12. Jahrhundert, Monument historique)

## Persönlichkeiten
- Roger de Bussy-Rabutin (1618–1693), französischer General und Schriftsteller